# Prosobonia leucoptera
Prosobonia leucoptera é uma espécie de ave da família Scolopacidae. Era endêmica do Tahiti, na Polinésia Francesa e foi descoberta durante a segunda viagem de James Cook, quando um único espécime foi coletado.